# Rob Wielaert
Rob Wielaert (wym. /ˈrɔp ˈʋi.laːrt/; ur. 29 grudnia 1978 w Emmeloord) – holenderski piłkarz występujący na pozycji obrońcy. 
W Eredivisie rozegrał 354 spotkania i zdobył 17 bramek.